# HMLA-773
773ème Escadron d'hélicoptères légers d'attaque (USMC)
Le Marine Light Attack Helicopter Squadron 773 (ou HMLA-773) est un escadron d'hélicoptère d'attaque du Corps des Marines des États-Unis composé d'hélicoptères d'attaque Bell AH-1Z Viper (en) et d'hélicoptères utilitaires Bell UH-1Y Venom. L'escadron, connu sous le nom de "Red Dogs" est basé à la Joint Base McGuire-Dix-Lakehurst, dans le New Jersey. Il est sous le commandement du Marine Aircraft Group 49 (MAG-49) et de la 4th Marine Aircraft Wing (4th MAW).

## Historique
L'escadron a été initialement créé en septembre 1958 en tant que Marine Helicopter Transport Squadron 773 (HMR-773) à la Naval Air Station Grosse Ile (en), Michigan et affecté au Marine Air Reserve Training Command. Il pilotait le Piasecki HUP-2 Retriever qui était partagé avec l'United States Navy Reserve. Le 1er avril 1962, l'escadron a été renommé Marine Medium Helicopter Squadron 773 (HMM-773) et désactivé quatre mois plus tard.

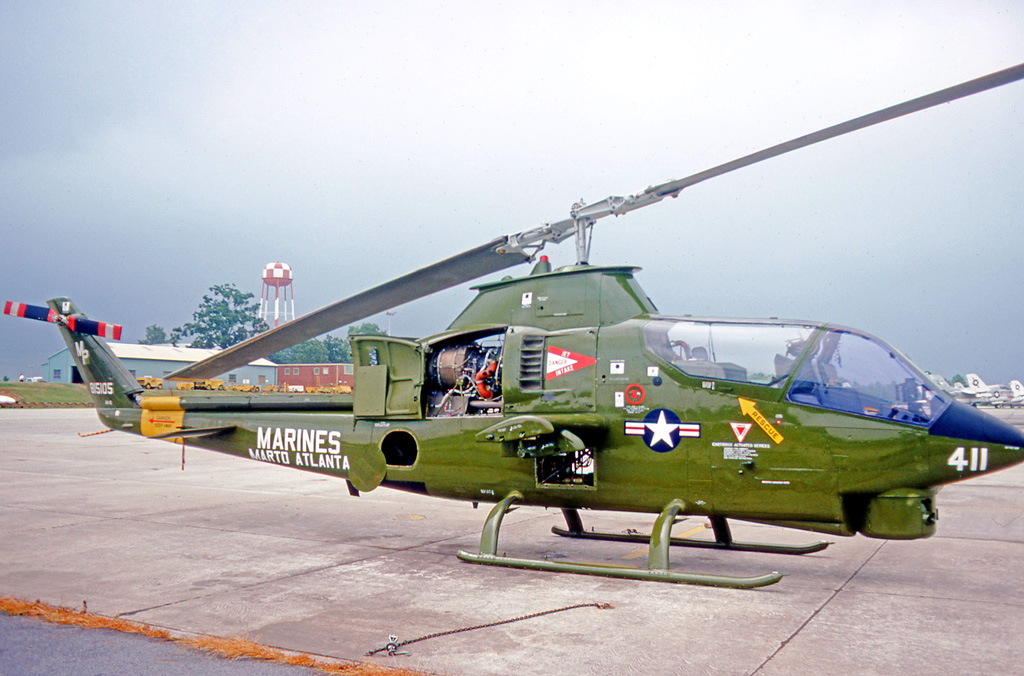
AH-1J Cobra du HMA-773 (1976)

Le 15 avril 1968, le HMM-773 a été réactivé à la Joint Forces Training Base - Los Alamitos (en). Le personnel et les avions de l'escadron, le HUS-1 Sea Horse, provenaient de l'escadron jumeau HMM-764. L'escadron a été désactivé en septembre 1969.

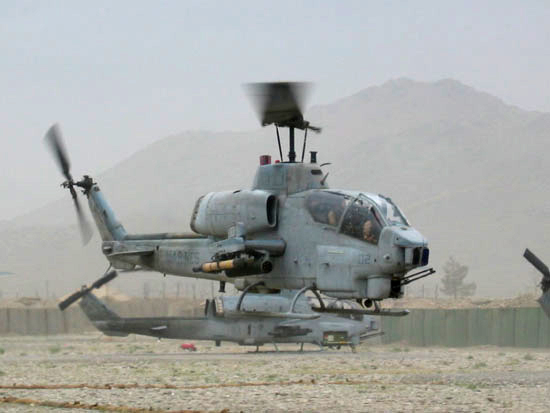
AH-1W SuperCobra du HMLA-773

Le 1er septembre 1971, le HMM-774 a été réactivé en tant que Marine Attack Helicopter Squadron 773 (HMA-773) a été réactivé au Marine Corps Air Station Tustin (en) pour piloter le AH-1G Cobra. Il a déménagé au NAS Atlanta,en juin 1976. À la fin de 1978, il est passé au bimoteur AH-1J Sea Cobra jusqu'en 1992, puis a piloté le Bell UH-1 Iroquois et le Bell AH-1 SuperCobra (en). il a participé à l' Opération Bouclier du désert (1990 - Guerre du Golfe) et à  l'Opération Tempête du désert (1991 -Guerre du Golfe)
En 1994, l'escadron est devenu Marine Light Attack Helicopter Squadron 773 (HMLA-773). Il a participé à l'Opération Iraqi Freedom (2007) et à l'Opération Enduring Freedom (2010 - Guerre d'Afghanistan)